# Kongō-Klasse (1877)
Die Kongō-Klasse (金剛型) war eine Klasse von zwei Panzerkorvetten mit den Namen Kongō und Hiei, die auf britischen Werften in den 70er Jahren des 19. Jahrhunderts für die Kaiserlich Japanische Marine gebaut wurden. Ein britisches Angebot die beiden Schiffe während des Russisch-Osmanischen Krieges zu kaufen, wurde von japanischer Seite abgelehnt. Die Korvetten wurden zu Schulschiffen und unternahmen Übungsfahrten ins Mittelmeer und zu den Staaten am Rande des Pazifiks. Die Schiffe kehrten während des Ersten Chinesisch-Japanischen Krieges von 1894–95 in den aktiven Dienst zurück, die Hiei nahm an der Seeschlacht am Yalu 1894 teil und beide Schiffe waren an der Schlacht von Weihaiwei beteiligt. Die Schiffe der Kongō-Klasse nahmen ihre Trainingsaufgaben nach dem Krieg wieder auf, spielten sogar im Russisch-Japanischen Krieg von 1904–05 noch eine untergeordnete Rolle. Sie wurden 1906 zu Vermessungsschiffen umklassifiziert und 1910 und 1912 zum Verschrotten verkauft.

## Hintergrund
Die Spannungen zwischen Japan und China nahmen zu, nachdem Japan im Mai 1874 eine Strafexpedition nach Taiwan als Vergeltung für den Mord an mehreren Schiffbrüchigen aus Okinawa durch die Ureinwohner von Taiwan, den Paiwan, gestartet hatte. China erkundigte sich nach der Möglichkeit, eiserne Kriegsschiffe von Großbritannien zu kaufen, und Japan verhandelte bereits mit der brasilianischen Regierung über den Kauf der eisernen Independencia, die damals in Großbritannien gebaut wurde. Die Japaner beendeten die Verhandlungen mit den Brasilianern im Oktober, nachdem das Schiff beim Stapellauf schwer beschädigt worden war und die Expeditionstruppe schon im Begriff war, sich aus Taiwan zurückzuziehen. Die Krise verdeutlichte die Notwendigkeit für Japan seine Marine zu stärken und im selben Monat wurde vom amtierenden Marineminister Kawamura Sumiyoshi ein Budgetantrag für 3,9 bis 4,2 Millionen Yen (¥) eingereicht, um drei Kriegsschiffe im Ausland zu kaufen. Keine japanische Werft war in der Lage, Schiffe der gewünschten Größe zu bauen, also sollten sie in Großbritannien bestellt werden. Der Budgetantrag wurde als zu teuer abgelehnt und nur ein geänderter Antrag über 2,3 Millionen ¥  wurde später genehmigt. Bis zum März 1875 geschah nichts, dann schlug Kawamura vor, ein Panzerschiff für die Hälfte des genehmigten Geldes zu kaufen und den Rest für den Ausbau der Schiffbaukapazitäten und des Geschützbaues in der Marinewerft Yokosuka zu verwenden.
Als keine Antwort vom Ministerium des Großkanzlers kam, wurde der Budgetantrag wieder dahingehend geändert, dass das gesamte Geld dafür verwendet werden sollte, drei Schiffe zu kaufen, eine Panzerfregatte und zwei gepanzerte Korvetten. Die Schiffe sollten von dem bekannten Ingenieur der Schiffstechnik Edward James Reed entworfen werden, der früher der Chefkonstrukteur der Royal Navy gewesen war. Reed war auch bereit, für ein Honorar von 5 Prozent der Baukosten, den Bau der Schiffe zu überwachen. Das Ministerium genehmigte den geänderten Vorschlag am 2. Mai und benachrichtigte den japanischen Konsul, Kagenori Ueno, in London, dass Offiziere der Marine kämen, um den Vertrag mit Reed zu verhandeln.
Fregattenkapitän Matsumura Junzō erreichte London am 21. Juli und überreichte Reed die Baubeschreibungen der Schiffe. Reed antwortete am 3. September mit einem Angebot, das die Bewaffnung nicht mit einschloss, aber trotzdem den zugeteilten Betrag im Budget überschritt. Trotz dieses Problems unterschrieb Konsul Ueno den Vertrag für alle drei Schiffe am 24. September, weil Reed im Begriff war nach Russland zu reisen und der Gegenstand vor seiner Abreise erledigt sein musste. Ueno hatte das Marineministerium über die gestiegenen Kosten informiert, aber Kawamuras Antwort, den Auftrag für die Panzerfregatte zu verschieben kam erst am 8. Oktober in London an. Die Gesamtkosten für alle drei Verträge betrugen 433.850 £ oder 2.231.563 ¥ ohne Bewaffnung. Diese wurde in Deutschland bei Krupp mit einer 50-prozentigen Anzahlung von 24.978 £ (128.478 ¥) bestellt. Die japanische Regierung bemühte sich, das notwendige Geld bereitzustellen, obwohl die zusätzlichen Ausgaben am 5. Juni 1876 vom Büro des Premierministers genehmigt worden waren. Außerdem war mehr Geld erforderlich, um die Schiffe vollständig auszurüsten und für die Überführungsreise nach Japan mit Vorräten zu versorgen.

## Einsatzgeschichte
Im Februar 1878, während des russisch-türkischen Krieges, waren die Briten nicht bereit, die Besetzung der osmanisch-türkischen Hauptstadt Konstantinopel durch russische Streitkräfte zu akzeptieren und begannen, sich auf einen Krieg vorzubereiten. Die britische Regierung stellte informelle Anfragen zum Kauf der beiden Korvetten, was jedoch von der japanischen Regierung entschieden abgelehnt wurde. Die Schiffe verließen Großbritannien im Februar/März 1878 und kamen zwei Monate später in Yokohama an. Sie wurden von angeheuerten britischen Besatzungen nach Japan gesegelt, da der Kaiserlich Japanischen Marine Besatzungen mit der nötigen Erfahrung fehlten. Die Schiffe wurden der Marine erst am 10. Juli offiziell übergeben, als in Yokohama eine formelle Zeremonie abgehalten wurde, an der Meiji-Tennō und viele hochrangige Regierungsbeamte teilnahmen. Die Schiffe wurden nach der Zeremonie für öffentliche Besichtigungen geöffnet.
Im Jahre 1880 machte Hiei Hafenbesuche in China und im Persischen Golf. In den Jahren 1885–86 wurden Kongō und Hiei der Stationären Flotte des Japanischen Kaiserreichs (japanisch 常備艦隊, Jōbi Kantai) zugeteilt. Sie wurden 1887 zu Trainingsschiffen und beide unternahmen 1889–90 mit Kadetten der japanischen Marineakademie eine Trainingskreuzfahrt ins Mittelmeer. Hiei und Kongō brachten die 69 Überlebenden der vor der Südküste der Präfektur Wakayama in einem Taifun gesunkenen türkischen Fregatte Ertuğrul zurück in die Türkei, wo die Schiffsoffiziere von Sultan Abdul Hamid II empfangen wurden. Beim Ausbruch des Ersten Japanisch-Chinesischer Krieges befand sich die Kongō bei Hawaii und nahm deshalb nicht an der Seeschlacht am Yalu teil, in der die Hiei bei den heftigen Kämpfen so schwer beschädigt wurde, dass sie die Operation abbrechen musste. Die Hiei wurde nach der Schlacht repariert und beide Schiffe waren Anfang 1895 während der Schlacht von Weihaiwei anwesend, bei der beide allerdings an keinen bedeutenden Kämpfen beteiligt waren.
Die Schiffe der Kongō Klasse wurden in Küstenpanzerschiffe der 3. Klasse umklassifiziert, setzten aber ihre Trainingsarbeit fort. Sie spielten im Russisch-Japanischen Krieg eine untergeordnete Rolle, bevor sie 1906 als Vermessungsschiffe umklassifiziert wurden. Die Kongō wurde 1909 von der Schiffsliste gestrichen und im nächsten Jahr zum Verschrotten verkauft. Hiei wurde zwei Jahre nach ihrem Schwesterschiff von der Schiffsliste gestrichen und vor dem 25. März 1912 verkauft.

## Schiffe
| Name  | Namensherkunft | Bauwerft                                                    | Kiellegung          | Stapellauf     | Fertigstellung |
| ----- | -------------- | ----------------------------------------------------------- | ------------------- | -------------- | -------------- |
| Kongō | Berg Kongō     | Earle's Shipbuilding & Engineering Co., Hull                | 24. September 1875? | 17. April 1877 | Januar 1878    |
| Hiei  | Berg Hiei      | Milford Haven Shipbuilding & Engineering Co., Pembroke Dock | 24. September 1875? | 11. Juni 1877  | Februar 1878   |

## Technische Beschreibung

### Rumpf
Der Rumpf eines Schiffes der Kongō-Klasse war über alles 70,45 Meter lang, 12,5 Meter breit und hatte bei einer Einsatzverdrängung von 3.777 Tonnen einen Tiefgang von 5,8 Metern. Zum Schutz des Rumpfes vor Bewuchs (Fouling) war dieser mit Kupfer beschlagen.

### Antrieb
Die Korvetten der Kongō-Klasse hatten eine einzelne Zweizylinder Doppel-Expansions- und horizontale Rücklauf-Pleuel-Dampfmaschine hergestellt von Earle’s Shipbuilding and Engineering Company, die einen einzelnen Propeller von 4,9 m Durchmesser antrieb. Sechs zylindrische Kessel lieferten der Maschine den Dampf mit 422 kPa (4,22 Bar). Die Maschinen waren entworfen, um eine Leistung von 1.900 kW bzw. 2584 PS zu leisten und den Schiffen eine Geschwindigkeit von 13 kn bzw. 24 km/h zu verleihen. Bei den Probefahrten erreichten die Schiffe eine Geschwindigkeit von annähernd 14 kn bzw. fast 26 km/h. In den Kohlebunkern befanden sich 351–396 t Kohle für eine Reichweite von 3.100 sm bzw. ~ 5.700 km bei einer Geschwindigkeit von 10 kn bzw. 19 km/h.
Die Schiffe hatten eine Barktakelung mit einer Segelfläche von 1.304 Quadratmetern. Um den Luftwiderstand beim Segeln zu verringern war der Schornstein teilweise einziehbar. Die Stengen auf den Masten wurden 1895 entfernt.
Beide Schiffe bekamen 1895 in der Marinewerft Yokosuka neue Kessel. Die Hiei bekam sogenannte 'double-ended', zylindrische Kessel, die leichter waren, als die alten, während die Kongō die gleichen Modelle wie vorher bekam. Bei den Probefahrten stellte sich heraus, dass die Leistung der neuen Zylinder geringer war, als vorher, die Kongō erreichte nur noch 12,46 kn bzw. 23,08 km/h aus 2.056 PS bzw. 1.512 kW während die Hiei nur noch 10,34 kn bzw. 19,15 km/h aus 1.297 PS bzw. 954 kW erreichte.

### Bewaffnung und Panzerung
Die beiden Panzerschiffe hatten jeweils drei gezogene, von Krupp hergestellte Hinterladergeschütze mit einem Kaliber von 17,2 cm und, ebenfalls von Krupp, sechs 15,2 cm gezogene Hinterladergeschütze. Die 17,2-cm-Geschütze waren als Jagdgeschütze positioniert, zwei nebeneinander am Bug mit einem Schussfeld von 122° nach Back- bzw. Steuerbord, das dritte am Heck mit einem Schussfeld von 125° nach jeder Seite. Die 15,2-cm-Geschütze waren an der Breitseite aufgestellt. Jedes Schiff trug auch zwei kurze Kanonen für den Einsatz an Land oder auf den Beibooten der Schiffe montiert.
Die panzerbrechende Granate des 17,2-cm-Geschützes wog knapp 60 kg und bei einer Mündungsgeschwindigkeit von 460 m/s sollte sie 262 mm schmiedeeiserne Panzerung auf kurze Entfernung durchschlagen. Daten für die 15,2-cm-Geschütze sind nicht verfügbar.
In den 1880er Jahren wurde die Bewaffnung der Schiffe der Kongō-Klasse durch die Hinzufügung von vier 25 mm Nordenfelt-Mitrailleusen mit Vierfachläufen und zwei Nordenfelt Maschinengewehren mit Fünffachläufen gegen Torpedoboote verstärkt. Etwa zur gleichen Zeit erhielten die Schiffe zwei Torpedorohre Kaliber 35,6 cm für Schwartzkopff Torpedos. Die Torpedorohre waren über der Wasserlinie eingebaut und hatten jeweils einen Torpedo. Ihre Anti-Torpedoboot-Bewaffnung wurde 1897 erneut durch die Hinzufügung eines Paares QF 3 pounder Hotchkiss-Geschütze verstärkt. Nach dem Ende des Russisch-Japanischen Krieges wurde die Bewaffnung auf sechs ehemals russische 12-pfündige Schiffsgeschütze und sechs 2,5 Pfünder reduziert.
Die Korvetten der Kongō hatten in der Wasserlinie einen schmiedeeisernen Gürtelpanzer, der mittschiffs 114 mm stark war und zum Bug und Heck sich auf 76 mm verjüngte.

## Besatzung
Die Besatzung hatte eine Stärke von 22 Offizieren und 212 Unteroffizieren bzw. Mannschaften